# 福島警察署 (福島県)
福島警察署（ふくしまけいさつしょ）は、福島県福島市にある、福島県警察が管轄する警察署。

## 所在地
- 本署
  - 福島市上町7番31号
- 川俣分庁舎
  - 福島県伊達郡川俣町大字鶴沢字下中島20番地の2

## 管轄区域
- 福島市の一部（概ね阿武隈川以東全域、および阿武隈川以西のうち松川以南）
- 伊達郡川俣町

## 沿革

### 福島警察署
- 1876年（明治9年）：福島町に福島県警察福島出張所を設置
- 1877年（明治10年）：福島出張所を福島警察署に改称
- 1881年（明治14年）4月25日：福島町の大火で災厄に遭い焼失
- 1886年（明治19年）1月：信夫警察署として設置
- 1902年（明治35年） 10月：福島警察署に改称
- 1926年（大正15年）12月14日：福島市上町の元信夫郡役所跡（現福島警察署所在地）に移転
- 1935年（昭和10年）6月：同所に3階建ての警察署を新築
- 1969年（昭和44年）3月20日：現庁舎を新築完成
- 2002年（平成14年）11月：庁舎東側に3階建ての分庁舎が新築
- 2003年（平成15年）9月：本庁舎の老朽化に伴い改築工事
- 2004年（平成16年）11月14日：新たに建設した分庁舎での執務を開始
- 2008年（平成20年）7月1日：福島市と飯野町の合併により飯野町を管轄区域に編入
- 2010年（平成22年）4月1日：川俣警察署を当署の川俣分庁舎に組織変更。これにともない川俣町を管轄区域に編入[1]

### 川俣分庁舎（川俣警察署）
- 1876年（明治9年）：川俣村に屯所を置き、福島警察屯所と呼称
- 1877年（明治10年）：川俣村に福島警察署川俣分署を開設
- 1884年（明治17年）：伊達警察署川俣分署と改称
- 1902年（明治35年）：桑折警察署川俣分署と改称
- 1922年（大正11年）：内務省告示により川俣警察署に独立昇格
- 1948年（昭和23年）：自治体警察が発足して福島警察署川俣警部派出所に改称
- 1951年（昭和26年）：国家地方警察川俣地区警察署に改称。
- 1954年（昭和29年）：福島県警察が発足し、福島県川俣警察署となる
- 2010年（平成22年）4月1日：福島警察署と統合し、川俣分庁舎となる

## 組織
|                | 課 | 係                           |
| -------------- | --- | ---------------------------- |
| 署長（警視正） | |                              |
| 副署長         | |                              |
|                | 警務課 | 警務係、相談・支援係、総務係 |
| 留置管理課     | 留置管理係、留置第一係、留置第二係、留置第三係、留置第四係                                                         |                              |
| 会計課         | 会計第一係、会計第二係                                                                                             |                              |
| 生活安全課     | 生活安全係、許認可係、少年女性安全対策第一係、少年女性安全対策第二係、生活環境・サイバー犯罪対策係、生活安全少年係 |                              |
| 地域課         | 地域庶務係、地域指導係、通信指令係、地域第一係、地域第二係、地域第三係、地域第四係                                 |                              |
| 刑事第一課     | 刑事庶務係、強行犯第一係、強行犯第二係、強行犯第三係、盗犯第一係、盗犯第二係、捜査係、鑑識係                       |                              |
| 刑事第二課     | 知能犯係、告訴係、組織犯罪対策第一係、組織犯罪対策第二係、組織犯罪対策第三係、捜査係                               |                              |
| 交通第一課     | 高齢者交通安全対策係、交通第一係、交通第二係、交通第三係、交通第四係                                               |                              |
| 交通第二課     | 交通捜査第一係、交通捜査第二係、交通捜査第三係、交通捜査第四係                                                     |                              |
| 警備課         | 警備第一係、警備第二係、警備第三係、警備第四係                                                                     |                              |

### 川俣分庁舎
- 分庁舎所長（警視・副署長が兼務）
- 課長代理（警部）
  - 総務係
  - 生活安全少年係
  - 地域係
  - 捜査係
  - 交通係

## 交番・駐在所
| 交番                   | 交番                               |
| ---------------------- | ---------------------------------- |
| 駅前交番               | 福島市栄町1番2号                   |
| 西部交番               | 福島市野田町一丁目9番50号          |
| 信夫通り交番           | 福島市万世町2番7号                 |
| 松齢橋交番             | 福島市渡利字舟場12番地の1          |
| 大森交番               | 福島市大森字本町裏30番地の1        |
| 腰浜交番               | 福島市松浪町11番1号                |
| 清水交番               | 福島市泉字泉川34番地の15           |
| 南部交番               | 福島市太平寺字町ノ内73番地の3      |
| 駐在所                 |                                    |
| 佐倉駐在所             | 福島市上名倉字妻下28番地の14       |
| 松川駐在所             | 福島市松川町字土腐17番地の1        |
| 八島田駐在所           | 福島市八島田字東本庄町1番地        |
| 岡山駐在所             | 福島市岡部字西原79番地の2          |
| 庭塚駐在所             | 福島市在庭坂字薬師田7番地13号      |
| 庭坂駐在所             | 福島市町庭坂字中通59番地の15       |
| 飯野駐在所             | 福島市飯野町字戸ノ内18番地の5      |
| 蓬莱駐在所             | 福島市蓬莱町五丁目1番1号           |
| 立子山駐在所           | 福島市立子山字竹ノ下44番地の1      |
| 土湯駐在所             | 福島市土湯温泉町字悪戸尻17番地の1  |
| 川俣分庁舎山木屋駐在所 | 伊達郡川俣町山木屋字大清水3番地の5 |